# Man Wanted (film, 1932)
Pour les articles homonymes, voir Man Wanted.
Pour plus de détails, voir Fiche technique et Distribution.
Man Wanted est un film américain réalisé par William Dieterle, sorti en 1932.

## Synopsis
Lois Ames est la rédactrice en chef de 400 Magazine, dont le riche mari, Fred, lui accorde peu d'attention préférant le polo et faire la fête. Lorsque sa secrétaire personnelle, ne peut plus supporter les longues heures de travail, elle démissionne et Lois engage Tom Sherman, un bel homme qui passe au bureau pour faire la démonstration d'un rameur, comme sa nouvelle secrétaire. Tom se rend bientôt indispensable à Lois, et leurs longues heures passées ensemble les amènent à tomber amoureux l'un de l'autre. La fiancée de Tom, Ruth Holman, sent qu'il se passe quelque chose et n'en est pas contente. Le colocataire de Tom, Andy Doyle, utilise les absences de Tom et la détresse de Ruth pour essayer de romancer Ruth elle-même. Pendant ce temps, le mari de Lois, Fred, a une liaison avec Anna Le Maire. Lois le découvre lorsqu'elle découvre une clé de la chambre d'Anna dans la poche du gilet de Fred, qu'elle met sur l'oreiller de Fred; rien n'est dit entre eux, mais Fred sait maintenant que Lois est au courant de son infidélité.
Après que les choses soient allées trop loin entre Tom et Lois, Tom quitte et commence à planifier un mariage avec Ruth. Lois essaie d'arranger les choses avec Fred, mais à la place, ils conviennent d'un divorce à l'amiable. Le dernier jour de travail de Tom, Lois l'occupe jusqu'à très tard et il rate un dîner avec Ruth et Andy. Ruth fait irruption dans le bureau, accompagnée d'Andy, et menace de parler à Fred de l'affaire. Lois parle à tout le monde du divorce, Ruth rompt ses fiançailles avec Tom et menace d'épouser Andy pour se venger, et Tom demande à Lois de l'épouser.

## Fiche technique
- Titre : Man Wanted
- Réalisation : William Dieterle
- Scénario : Robert Lord et Charles Kenyon (en)
- Direction artistique : Anton Grot
- Photographie : Gregg Toland
- Montage : James Gibbon
- Producteur : Hal B. Wallis
- Société de production : Warner Bros.
- Pays de production : États-Unis
- Format : Noir et blanc - 1,37:1 - Mono
- Genre : comédie dramatique
- Date de sortie : 1932

## Distribution
- Kay Francis : Lois Ames
- David Manners : Thomas 'Tom' / 'Tommy' Sherman
- Una Merkel : Ruth 'Ruthie' Holman
- Andy Devine : Andy Doyle
- Kenneth Thomson : Fred 'Freddie' Ames
- Claire Dodd : Ann Le Maire
- Elizabeth Patterson : Miss Harper, la secrétaire de Lois
- Edward Van Sloan : Mr Walters
- Robert Greig : Harper (scènes coupées au montage)
- Frank Coghlan Jr. : le jeune dans le magasin